# 로스 마틴

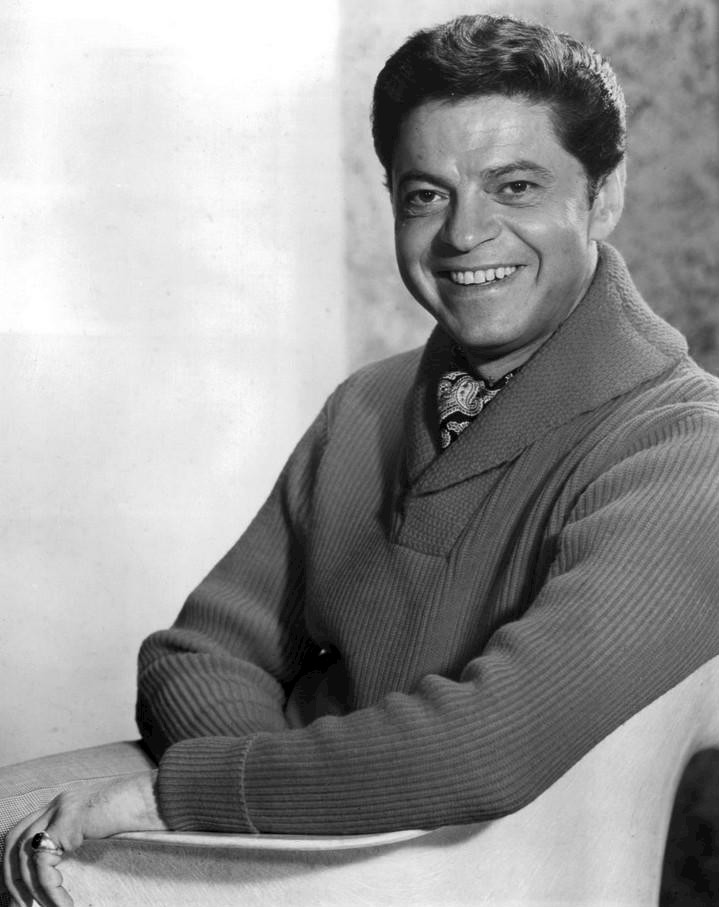

로스 마틴(Ross Martin, 1920년 3월 22일 ~ 1981년 7월 3일)은 미국의 영화배우, 연극 배우, 텔레비전 배우이다.

## 영화
- 나는 와이어트 어프와 결혼했다 (1983년)
- 꿈꾸는 낙원 (1978년)
- 고질라 파워 아워 (1978년)
- 진정한 승리 (1972년)
- 제6지대 (1970년)
- 하와이 5-0수사대 (1968년)
- 서부를 향해 달려라 (1965년)
- 그레이트 레이스 (1965년) - 롤프 폰 스투프 남작 역
- 엑스페리먼트 인 테러 (1962년)
- 제로니모 (1962년)
- 딜론 보안관 (1955년)
- 우주 정복 (1955년)
- 디즈니랜드 (1954년) - 메이어 스토크스 역
- 서스펜스 (1949년)
- 스튜디오 원 (1948년)